# Bélapátfalva
Bélapátfalva je město v Maďarsku v župě Heves. Nachází se v údolí mezi pohořími Bükk a Mátra. Od župního města Egeru se nachází asi 15 km severozápadně a je správním městem stejnojmenného okresu. V roce 2018 zde žilo 2 935 obyvatel. Podle údajů z roku 2001 zde bylo 93 % obyvatel maďarské a 7 % romské národnosti.
Nejbližšími městy jsou Borsodnádasd a Eger. Blízko jsou též obce Balaton, Bükkszentmárton, Mikófalva, Mónosbél a Szilvásvárad.